# Кленер, Павел
Павел Кленер (чеш. Pavel Klener; 9 апреля 1937[…], Братислава — 20 сентября 2024) — чешский онколог и политик. Член Гражданского форума, а позднее Гражданского демократического альянса, он занимал пост министра здравоохранения и социальных дел с 1989 по 1990 год и был членом Чешского национального совета с 1990 по 1992 год. 
В 2003 году он был награждён медалью «За заслуги» второй степени. 
Кленер умер 20 сентября 2024 года в возрасте 87 лет.